# 琵琶湖疏水

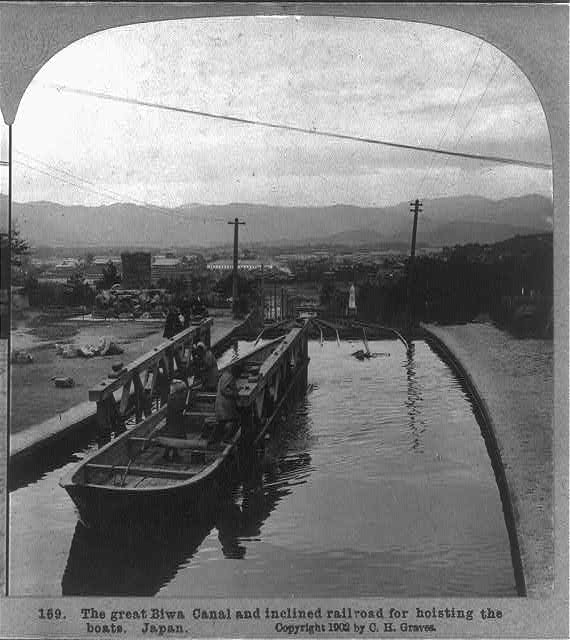
1902年（明治35年）的斜道和船

琵琶湖疏水是日本的一個水利基礎設施，為了將滋賀縣琵琶湖的湖水引至京都府京都市而建造的水路（疏水道）。

## 概要
1890年完工的第一疏水道和1912年完工的第二疏水道共以23.65m3/s的速度自滋賀縣大津市三保崎取水，其中供水用水佔12.96m3/s，其他部份則在通水的隔年開始被當作營業用途，在日本首次使用水力發電、灌溉、工業用水等等。電力被用來供給日本最早的電聯車（京都電氣鐵道、之後被併購成為京都市電）以及工業用的動力，為京都的近代化付出貢獻。另外琵琶湖疏水也被用在水運上，連結了琵琶湖和京都，京都和伏見、宇治川。高度落差較大的蹴上及伏見則設置了和纜索鐵路相同原理的船用斜道，將船載上軌道上的台車後使之移動。隨著水運的消失，斜道也跟著被全部廢止，但在蹴上則有一部份的設備被靜態保存了下來。琵琶湖疏水現在仍被使用在無鄰菴、平安神宮神苑、瓢亭、菊水、何有莊、圓山公園等東山的庭園裡，以及京都御所或東本願寺的消防用水。琵琶湖疏水一部份的區間被指定為日本的國家遺址。此外，也是日本疏水百選的其中之一。

## 历史

### 開通前
京都市在禁門之變燒毀了大半，且隨著明治維新及東京的奠都，人口減少，產業也衰退，第三代京都府知事的北垣國道以灌溉、自來水、水運、水車的動力為目標計畫了琵琶湖疏水。並任命剛從大學畢業的田邉朔郎為工地主任，負責設計上的監督。
第一疏水在1885年（明治18年）動工、1890年（明治23年）時從大津市三保崎至鴨川的匯流點，以及從蹴上分歧出來的疏水分線完工。第一疏水（大津－鴨川匯流點之間）和疏水分線的建設需要總額125萬日圓的費用，其財原除了產業儲金、京都府、國費、市債及捐贈金等等，也對市民加課目的稅。
另外、水力發電並不存在於當初的計畫之中，但採用田邊等人在美國視察時所生的主意，建設了日本首次的營業用水力發電廠蹴上發電廠，並於1891年（明治24年）開始運作。1895年（明治28年）時日本的第一座有軌電車系統京都電氣鐵道（京電）使用此電力，於京都、伏見之間開始運行。從和鴨川的匯流點至伏見堀詰的濠川之間的鴨川運河在1892年（明治25年）動工，並於1894年（明治27年）完工。
之後，為了供應第一疏水並不足以支撐的電力需求，以及新設立的近代自來水道的水源，京都市的「三大事業」的第二疏水於1908年（明治41年）動工，1912年（明治45年）完工，取水量和第一疏水道合計共每秒850立方尺(23.65m3)。日本首座高速過濾式淨水場的蹴上淨水場也於此時建設完成。

### 電力
當初計畫要吸引蹴上南禪寺至鹿谷附近，在現在的岡崎公園周邊利用水車動力的工廠，來建立現在所謂的工業園區。『草案、動工計畫書（諮問案・起工趣意書）』裡雖然以「其一製造機械之事」提及要採用水車動力，但由於田邊等人在美國的視察發現水車的設置明顯不符合京都的條件，因此更改為在蹴上設置才剛實用化的水力發電廠，供給市內的電力需求。蹴上發電廠在第一疏水開通之後稍晚的明治24年開始供電。蹴上斜道也使用此電力開始運作。另一方面也滿足了日本最早的電氣化鐵路京電的開業及其他電力需求者。此外由於要清理水路上的藻類，發電廠在每個月的1日和15日會休廠，電車也會跟著停駛。
之後在鴨東運河夷川泊地建設了夷川發電廠，鴨川運河的深草也建設了伏見發電廠，被當作市營的電力事業來運作。隨著和1935年（昭和10年）6月和8月的鴨川水害的重建工程同時進行的疏水的暗渠化，原本計畫要建立鹽小路發電廠，但因戰時的國家體制，鹽小路發電廠和疏水的暗渠化被一併中止。然後由於1942年（昭和17年）公佈的「配電統制令」，發電廠的物資全部出資給關西配電，市營事業的身份閉幕。現在則成為關西電力所持有的無人發電廠繼續發電。

## 腳注
為了方便，將『琵琶湖疏水の100年』叙述編簡稱為『100年』，『琵琶湖疏水誌』簡稱為『疏水誌』。
1. ↑  1986年（昭和61年）的水利使用許可值。『100年』 p. 307
2. ↑  『100年』 p. 64中記載「稱作從朝廷獲得的＂土產金＂」（朝廷からいただいた”お土産金”と称し）。明治3年3月付太政官傳令「本回特別商討之中，決議撥讓其府下人民產業儲金五萬兩，需妥善安排，詔書（今般格別之御詮議を以て其府下人民産業基立金として五万両被渡下候間、取計方行届候様、御沙汰候事）」，在閏10月追加五萬兩。明治21年度時本利合算共剩餘39萬6日圓。同書 pp. 64-67詳述。
3. ↑  指第二疏水事業、自來水事業、市電的開通及幹線道路的拓寬等三項
4. ↑  關於電力的章節來自『100年』pp. 270-316、422-448
5. ↑  「草案、計畫書」收錄於『琵琶湖疏水の100年』資料編 pp. 16-19。於叙述編 pp. 67-75說明
6. ↑  出處：植村善博 著『京都の治水と昭和大水害』文理閣刊
7. ↑  太平洋戰爭前日本政府公佈的政策，為了讓發電更加有效率及降低成本等的，將全國的電力公司解散，重新統籌成「北海道、東北、関東、中部、北陸、近畿、中國、四國、九州」九個電力公司